# Rosa Navarro Flores
Rosa Navarro Flores (Compostela, Nayarit; 1850-Guadalajara, 1892) fue una educadora mexicana.

## Vida
Rosa Navarro nació en Compostela, Nayarit, el 30 de marzo de 1850. Huérfana de madre, su hermana mayor, Paula, le enseña las primeras letras. En 1864, su padre la interna, junto a Paula, en el Liceo de Niñas de Jalisco, donde obtiene el título de preceptora de primer orden. Al graduarse como profesora, dirige la Escuela Superior N.º 2, en Guadalajara, Jalisco. 
Escribió artículos de pedagogía para el periódico tapatío Las clases productoras y para el nacional, Violetas del Anáhuac.
Fue fundadora de la Logia Masónica Xóchitl. Murió en Guadalajara, el 21 de marzo de 1892, al caerse por las escaleras de su residencia.
En su honor, la escritora Laureana Wright de Kleinhans, incluyó a ella, a su hermana Paula y a la maestra Adelaida Martínez Aguilar, en su libro, Mujeres notables mexicanas, publicado en 1910.